# Batocera gerstaeckerii
Batocera gerstaeckerii là một loài bọ cánh cứng trong họ Cerambycidae.